# هارون ديفيد ميلر
هارون ديفيد ميلر (بالإنجليزية: Aaron David Miller)‏ هو دبلوماسي أمريكي، ولد في 25 مارس 1949 في كليفلاند في الولايات المتحدة.